# Alfred Deseilligny
Pour les articles homonymes, voir Deseilligny.
Alfred Nicolas Pierrot-Deseilligny, né à Paris le 9 avril 1828 et mort à Paris le 17 avril 1875, est un industriel et homme politique français.

## Biographie
Fils de Jules Pierrot-Deseilligny (1792-1845), proviseur du lycée Louis-le-Grand, et de Clémence Schneider, neveu de Jean-Charles Persil par son père et d'Adolphe et d'Eugène Schneider par sa mère, Alfred Deseilligny sort diplômé de l'École centrale et devient directeur des forges du Creusot en 1853 et administrateur des mines de Decazeville en 1867. Son frère Gustave Deseilligny sera sous-directeur du Creusot et président de la Lyonnaise des eaux.
Maire du Creusot de 1855 à 1866, il épouse sa cousine germaine, Félicie Schneider, fille d'Eugène, en 1858. Ils seront les parents de Jules Alfred Pierrot Deseilligny.
Conseiller général de l'Aveyron pour le canton d'Aubin, il est élu, le 24 mai 1869, avec l'appui de l'administration, député au Corps législatif par les électeurs de la 3e circonscription de l'Aveyron, face à Cibiel. S'associant à la politique de l'empire libéral, il soutient le cabinet Ollivier, et vote la déclaration de guerre à la Prusse.
Réélu député 8 février 1871, il prend d'abord place au centre gauche, dont il devint vice-président, et est l'un des quinze représentants adjoints à Adolphe Thiers et Jules Favre pour discuter les préliminaires de paix.
À la Chambre, il s'exprime sur la fabrication des armes de guerre, sur l'impôt des matières premières et sur la proposition Casimir Périer visant à un impôt sur les bénéfices commerciaux et industriels, fait partie de la commission des expositions internationales  et de la commission du budget. Il vote pour la paix, pour les prières publiques, pour l'abrogation des lois d'exil et pour le pouvoir constituant de l'assemblée.
En 1873, il quitte le centre gauche pour passer au centre droit, devient un des adversaires de la politique plus nettement républicaine de Thiers et vote, le 24 mai, pour l'acceptation de la démission de Thiers.
Le lendemain, il accepte le portefeuille des Travaux publics dans le cabinet de Broglie. Il est ministre des Travaux publics du 25 mai 1873 au 25 novembre 1873.
Il se prononce pour la circulaire Pascal, pour l'arrêté contre les enterrements civils et pour le septennat. Ce dernier vote ayant provoqué un remaniement du ministère, Deseilligny devient ministre de l'Agriculture et du Commerce dans le deuxième gouvernement Albert de Broglie, du 26 novembre 1873 au 21 mai 1874. Il prend souvent la parole, comme ministre, sur le budget, sur les impôts nouveaux, etc., et vote pour le maintien de l'état de siège et pour le ministère de Broglie qu'il suit dans sa chute, le 16 mai 1874. Il se prononce également contre le retour du parlement à Paris, contre la dissolution, contre l'amendement Wallon, contre l'amendement Pascal Duprat et pour les lois constitutionnelles de 1875.
Il est chevalier de la Légion d'honneur.
Mort de la fièvre typhoïde en cours de législature, il est inhumé au cimetière du Père-Lachaise (16e division), à Paris.

## Publications
- De l'influence de l'éducation sur la moralité et le bien-être des classes laborieuses (1868, couronné par l'Académie des sciences morales et politiques)

## Sources
1. ↑  Amis et Passionnés du Père Lachaise (APPL), « PIERROT DESEILLIGNY Nicolas Alfred (1828-1875) », sur Cimetière du Père Lachaise – APPL, 17 avril 2015 (consulté le 17 octobre 2024)

- « Alfred Deseilligny », dans Adolphe Robert et Gaston Cougny, Dictionnaire des parlementaires français, Edgar Bourloton, 1889-1891 [détail de l’édition]
- Jean-Philippe Passaqui, La stratégie des Schneider : Du marché à la firme intégrée (1836-1914), Presses universitaires de Rennes, 2015
- Jean Lambert-Dansette, Histoire de l'entreprise et des chefs d'entreprise en France, Volume 3, Harmattan, 2000
- Agnès D'Angio, Schneider et Cie et la naissance de l'ingénierie : des pratiques internes à l'aventure internationale 1836-1949, CNRS éditions, 2000
- Dominique Barjot, Les patrons du Second Empire: Bourgogne, Picard, 1991
- Joseph-Antoine Roy, Histoire de la famille Schneider et du Creusot, 1962
- Félix Ribeyre, Biographie des représentants à l'Assemblée nationale, 1872
- Roger Lajoie-Mazenc, L'Aveyron en république(s) : inventaire, repères et acteurs identifies par la traçabilité de la politique aveyronnaise 1800-2000, 2000